# Philippe Petit
Philippe Petit (født 13. august 1949) er en fransk wirekunstner, der blev kendt for at gå på line mellem tårnene i World Trade Center i New York den 7. august 1974.
Den 7. august 1974, lidt efter klokken 7:15, gik han ud fra sydtårnet på en stålwire. Han gik på line i 45 minutter, i alt otte ture mellem tårnene.
Da han blev set af vidner på stedet, blev havnemyndighedens politi tilkaldt for at tage ham i forvaring.
Hans ven advarede ham om at en politihelikopter ville komme for at tage ham af wiren, medmindre han slap. Regnen var begyndt at falde, og Philippe Petit besluttede sig for at han havde taget en for stor risiko, så han besluttede sig for at stoppe. Da han trådte af wiren ventede politiet på ham på det sydlige tårn, hvorefter han blev anholdt. Politiet satte ham i håndjern og skubbede ham groft ned af trapperne. Hvilket han senere beskrev som den farligste del af sit stunt. Om optrinnet er der lavet dokumentarfilm, Man on Wire, og i 2015-filmen The Walk, instrueret af Robert Zemeckis, hvor skuespilleren Joseph Gordon-Levitt spiller Philippe.
Hans dristige præstationer skabte overskrifter over hele verden. Da han blev spurgt, hvorfor han gjorde det, svarede han: "Når jeg ser tre appelsiner, jonglerer jeg, når jeg ser to tårne, går jeg."